# راندال جيمس باير
راندال جيمس باير (بالإنجليزية: Randall James Bayer)‏ هو عالم نبات أمريكي، ولد في 13 يوليو 1955.